# Géométrie birationnelle

Le cercle est birationnellement équivalent à la droite. Un exemple d'application birationnelle est la projection stéréographique, représentée ici ; avec les notations du texte, P ' a pour abscisse 1/t.

En mathématiques, la géométrie birationnelle est un domaine de la géométrie algébrique dont l'objectif est de déterminer si deux variétés algébriques sont isomorphes, à un ensemble négligeable près. Cela revient à étudier des applications définies par des fonctions rationnelles plutôt que par des polynômes, ces applications n'étant pas définies aux pôles des fonctions.

## Applications birationnelles
Une application rationnelle (en) d'une variété
(supposée irréductible) X vers une autre variété Y, notée X ⇢ Y, est définie comme un morphisme d'un ouvert non vide U de X vers Y. U est ouvert au sens de la topologie de Zariski, et donc a pour complémentaire un sous-ensemble de X de plus petite dimension. Concrètement, une application rationnelle peut être définie à partir de fonctions rationnelles des coordonnées.
Une application birationnelle de X vers Y est une application rationnelle f: X ⇢ Y telle qu'il existe une application rationnelle Y ⇢ X inverse de f. Une application birationnelle induit un isomorphisme d'un ouvert non vide de X vers un ouvert non vide de Y. On dit alors que X et Y sont birationnellement équivalents (ou parfois simplement birationnels). En termes algébriques, deux variétés sur un corps k sont birationnelles si et seulement si leurs corps de fonctions (en) sont isomorphes en tant qu'extensions de k.
Un cas particulier est celui de morphisme birationnel f: X → Y, c'est-à-dire que  f est partout définie, mais pas nécessairement son inverse. Cela a typiquement lieu lorsque f envoie certaines sous-variétés de X  vers des points de Y.
Une variété X est dite rationnelle si elle est birationnellement équivalente à un espace affine (ou projectif), autrement dit si (à un sous-ensemble de plus petite dimension près) elle s'identifie à un espace affine (à un sous-espace de dimension plus petite près). Par exemple, le cercle d'équation x2 + y2 − 1 = 0
est une courbe rationnelle, parce que les applications {\displaystyle t\mapsto x={\frac {2\,t}{1+t^{2}}}} et {\displaystyle t\mapsto y={\frac {1-t^{2}}{1+t^{2}}}\,} définissent une application rationnelle de la droite vers le cercle (à l'exception du point M (0,-1)) dont l'application réciproque (représentée sur la figure ci-dessus), envoyant le point  P(x,y) vers le point P ' d'abscisse 1/t = x/(1 − y), est définie partout sauf en M. Les courbes rationnelles sont également dites unicursales.
Plus généralement, toute hypersurface X non vide de degré 2 (on dit que X est une quadrique) est rationnelle, quelle que soit sa dimension n ; on le démontre à l'aide de la projection stéréographique, définie en prenant p un point de X, et en associant à chaque point q de X la droite (p,q) de l'espace projectif Pn  des droites passant par p. C'est une équivalence birationnelle, mais pas un isomorphisme de variété, parce qu'elle n'est pas définie en  q = p et que l'application inverse n'est pas définie sur les droites de X qui contiennent p.

## Modèles minimaux et résolution des singularités
Toute variété algébrique est birationnelle à une variété projective (c'est le lemme de Chow (en)). Dans le contexte de la classification birationnelle, il est généralement plus pratique de ne travailler qu'avec des variétés projectives.
Un théorème plus profond dû à Heisuke Hironaka concerne la résolution des singularités ; il affirme que (sur un corps de caractéristique nulle), toute variété est birationnellement équivalente à une variété projective lisse, c'est-à-dire sans point singulier (en).
Si deux courbes projectives lisses sont birationnelles, elles sont isomorphes. Ce résultat n'a plus lieu en dimension supérieure, en raison de la technique d'éclatement, permettant de construire des variétés birationnellement équivalentes, mais ayant des nombres de Betti différents.
Cela conduit à la recherche de « modèles minimaux (en) », c'est-à-dire des variétés les plus simples dans chaque classe d'équivalence birationnelle. La définition rigoureuse est qu'une variété projective X est minimale si le fibré en droites canonique KX est de degré positif sur chaque courbe de X ; autrement dit, KX est nef (en).
Cette recherche réussit complètement pour les surfaces algébriques (les variétés de dimension 2). L'école italienne avait obtenu vers 1900 un résultat (faisant lui-même part de la  classification de Enriques–Kodaira (en)) selon lequel toute surface X est birationnelle soit à  un produit P1 × C pour une certaine courbe C, soit à une surface minimale Y. Les deux cas s'excluent mutuellement, et  Y est unique dans le second cas ; Y est alors appelé le modèle minimal de X.

## Invariants birationnels
Il n'est pas clair a priori qu'il existe des variétés algébriques non rationnelles. Plus généralement, montrer que deux variétés ne sont pas équivalentes est difficile ; une approche héritée de la topologie algébrique consiste à déterminer des invariants, c'est-à-dire des nombres (ou plus généralement des structures algébriques plus simples que la variété elle-même) qui sont conservés par les applications birationnelles ; si deux variétés ont des invariants distincts, elles sont alors nécessairement non birationnellement équivalentes.
Parmi les invariants les plus utilisés, les plurigenres sont les dimensions de sections de puissances tensorielles KXd du fibré canonique (en), le fibré en droites des n-formes KX = Ωn. On définit (pour d ≥ 0) le d-ème plurigenre comme la dimension de l'espace vectoriel des sections globales  H0(X, KXd) ; on démontre que (pour des variétés projectives lisses) ce sont des invariants birationnels. En particulier, si l'un des Pd  (avec d > 0) est non nul, X n'est pas rationnelle.
Un autre invariant birationnel fondamental est la dimension de Kodaira (en), qui mesure la vitesse de croissance des plurigenres Pd quand  d tend vers l'infini. Une variété de dimension n peut avoir pour dimension de Kodaira l'un des nombres −∞, 0, 1,..., ou n, correspondant à n + 2 types distincts. Ce nombre est une mesure de la complexité de la variété, les espaces projectifs étant de dimension −∞, et les variétés de dimension maximale n, les plus compliquées, étant dites « de type général ».
Plus généralement, pour certains espaces E(Ω1) définis au-dessus du fibré cotangent, l'espace vectoriel des sections globales H0(X, E(Ω1)) est un invariant birationnel. En particulier, les nombres de Hodge hr,0 = dim H0(X, Ωr) sont des invariants de X(ce résultat ne se généralise pas aux autres nombres de Hodge hp,q).
Dans le cas des variétés projectives complexes, un dernier invariant important est le groupe fondamental π1(X).
Le "théorème de faible factorisation", démontré par Abramovich, Karu, Matsuki et Włodarczyk en 2002, permet de décomposer toute application birationnelle entre deux variétés projectives complexes lisses en une suite d'éclatements ou de contractions. Malgré l'importance de ce résultat, il reste difficile en général de déterminer si deux variétés sont birationnelles.

## Modèles minimaux en dimensions supérieures
Une variété projective X est dite minimale si le degré de la restriction du fibré canonique KX à toute courbe algébrique de X est non négatif (on dit que le fibré est nef (en)). Si X est une surface (une variété de dimension 2), on peut supposer que X est lisse, mais en dimension supérieure on doit admettre certaines singularités (n'empêchant pas KX de se comporter de façon régulière) ; on parle de singularités terminales (en).
Avec cette définition, la « conjecture du modèle minimal » implique que toute variété X peut être couverte par des courbes rationnelles, ou être birationnelle à une variété minimale Y ; lorsque c'est le cas, on dit encore que Y est un modèle minimal de X.
En dimension ≥ 3, on n'a plus l'unicité, mais deux variétés minimales birationnelles sont très proches : elles sont isomorphes en dehors de sous-ensembles de codimension au moins 2, et plus précisément sont reliées par une suite d'opérations de  chirurgie (les flops). Ainsi, la conjecture du modèle minimal aurait pour conséquence d'importantes contraintes sur la classification birationnelle des variétés algébriques.
La conjecture a été démontrée en dimension 3 par Mori, et des progrès importants ont été accomplis en dimension supérieure. En particulier, Caucher Birkar, Paolo Cascini, Christopher Hacon et James McKernan ont démontré que toute variété de type général (de dimension de Kodaira égale à la dimension algébrique) sur un corps de caractéristique nulle admet un modèle minimal.

## Variétés uniréglées
Une variété est dite uniréglée si elle est recouverte par des courbes rationnelles. Les variétés réglées n'ont pas de modèle minimal; Birkar, Cascini, Hacon et McKernan ont montré que (sur un corps de caractéristique nulle) elles sont toutes birationnelles à un espace fibré de Fano. Ce résultat amène à classifier ces espaces, et en particulier à classifier les variétés de Fano (en) (qui sont, par définition, les variétés projectives X dont le fibré anticanonique KX* est ample (en)). Ces variétés peuvent être vues comme les plus proches des espaces projectifs.
En dimension 2, toute variété de Fano (également appelées surfaces de Del Pezzo) sur un corps algébriquement clos est rationnelle. En dimension supérieure, l'existence de variétés de Fano non rationnelles a été une découverte majeure des années 1970. C'est en particulier le cas en dimension 3 des variétés cubiques lisses, et des quartiques lisses. Le problème de la détermination exacte des variétés de Fano rationnelles est loin d'être résolu ; ainsi on ignore s'il existe des hypersurfaces cubiques non rationnelles dans Pn+1 lorsque n ≥ 4.

## Groupes d'automorphismes birationnels
Le nombre d'automorphismes birationnels d'une variété algébrique est extrêmement variable. Les variétés de type général sont extrêmement rigides :  leur groupe d'automorphismes birationnels est fini. Inversement, le groupe d'automorphismes birationnels de l'espace projectif Pn sur le corps k, appelé le groupe de Cremona Crn(k), est très grand (ayant un système infini de générateurs) pour n ≥ 2. Dans le cas n = 2, le groupe de Cremona complexe Cr2(C) est engendré par la transformation : [x,y,z] ↦ [1/x, 1/y, 1/z] et par le groupe PGL(3,C)  des automorphismes projectifs de P2, d'après des résultats de Max Noether et Guido Castelnuovo. En revanche, on ne connait pas de système explicite de générateurs pour les groupes de Cremona de dimension n ≥ 3.
Iskovskikh–Manin (1971) ont montré que le groupe d'automorphismes birationnels d'une quartique lisse de dimension 3 est égal à son groupe d'automorphismes, lequel est fini. Ce phénomène de « rigidité birationnelle » a été découvert depuis dans beaucoup d'autres fibrés de Fano.